# Libnotes (Afrolimonia) rhanteria
Libnotes (Afrolimonia) rhanteria is een tweevleugelige uit de familie steltmuggen (Limoniidae). De soort komt voor in het Afrotropisch gebied.